# Championnats de France de ski de fond
Les Championnats de France de ski de fond sont une compétition créée par la Fédération française de ski (FFS) en 1944.

## Historique
De 1907 à 1941, il existait un unique titre de Champion de France de ski, qui combinait au début uniquement les résultats d'épreuves de saut à ski et de ski de fond. À partir de  1926 des épreuves de ski alpin (slalom et descente) apparurent au cours de ces championnats, et elles furent comptabilisée avec les épreuves de saut et de fond pour l'attribution du titre unique de champion de France de ski à partir de 1933.
Initialent organisé par le Club Alpin Français, ce championnat fut repris en 1924 par la Fédération française de ski (FFS).
À partir de 1942 la FFS décida de rompre avec cette formule pour décerner progressivement des titres de champion(ne) de France dans chacune des disciplines du ski alpin, du ski de fond, du saut à ski et du combiné nordique. Les premiers titres en ski de fond furent décernés en 1944.
En 2020, les championnats furent annulés à la suite de l’arrêt des compétitions de ski dû à la pandémie de maladie à coronavirus.

## Format de la compétition
Chaque année, une ou plusieurs stations françaises organisent les épreuves, généralement à partir du mois de mars après la fin des épreuves de Coupe du Monde. Chaque titre se dispute sur une épreuve unique. Le niveau y est des plus élevés, car l'ensemble des membres des équipes de France y participe.
Ces stations organisent souvent simultanément les épreuves  d'une ou plusieurs autres disciplines du ski nordique : le saut à ski, le combiné nordique et le biathlon.
Les disciplines de la compétition sont :
- Individuel Longue Distance (distance : historiquement 50 km pour les hommes puis variable - par exemple 42 km pour l'épreuve des Saisies)
- Individuel Courte distance (typiquement 15 km pour les hommes et 10 pour les femmes)
- Mass-start : épreuve avec départ en ligne de l'ensemble des concurrents
- Sprint (sur une distance comprise entre 0,8 et 1,5 km : qualification au temps  puis tournoi éliminatoire) - autrefois appelé KO
- Skiathlon qui a pris la suite de la poursuite : enchaînement d'un parcours en style classique et d'un parcours en skating (15 km pour les hommes et 10 pour les dames)
- Relais

Par le passé d'autres formats ont existé, tels l'Individuel 30 km pour les hommes.
Chaque année la Fédération française de ski choisit les épreuves organisées dans la liste précédente. Elle impose aussi les styles (Classique, Libre ou Skating) des différentes épreuves, qui peuvent varier d'une année à l'autre pour une même épreuve.
Les skieurs étrangers qui participent aux courses des championnats de France, ne sont pas intégrés dans les classements spécifiques des championnats de France. Des médailles d'or, d'argent et de bronze sont décernées aux trois premiers de chaque épreuve.
À l'occasion de ces championnats, les titres de champion de France U20 (moins de 20 ans) et U17 (moins de 17 ans) sont aussi décernés.

## Palmarès
Les données manquantes sont à compléter.

### Hommes

#### Individuel longue distance
| Année                                    | Station       | Distance     | Style        | Or                                 | Argent                       | Bronze                       |
| Les données manquantes sont à compléter. |               |              |              |                                    |                              |                              |
| 1971                                     |               | 50           | Classique    | Félix Mathieu                      |                              |                              |
| 1972                                     |               | 50           | Classique    |                                    |                              |                              |
| 1973                                     | Chaux-Neuve   | 50           | Classique    | Roland Jeannerod                   | Jean-Paul Vandel             | Michel DidierLaurent         |
| 1974                                     | Bessans       | 50           | Classique    | Roland Jeannerod                   | Jean-Paul Pierrat            |                              |
| 1975                                     | Oye-et-Pallet | 50           | Classique    | Jean-Paul Pierrat                  | Roland Jeannerod             | Daniel Drezet                |
| 1976                                     |               | 50           | Classique    | Jean Paul Pierrat                  | Yves Blondeau                |                              |
| 1977                                     |               | 50           | Classique    | Jean-Paul Pierrat                  |                              |                              |
| 1978                                     |               | 50           | Classique    | Yves Blondeau                      |                              |                              |
| 1979                                     |               | 50           | Classique    | Jean-Paul Pierrat                  |                              |                              |
| 1980                                     |               | 50           | Classique    | Jean-Paul Pierrat                  |                              |                              |
| 1981                                     |               | 50           | Classique    | Jean-Paul Pierrat                  |                              |                              |
| 1982                                     |               | 50           | Classique    | Jean-Paul Pierrat                  |                              |                              |
| 1983                                     |               | 50           | Classique    | Paul Fargeix                       |                              |                              |
| 1984                                     | Autrans       | 50           | Classique    | Dominique Locatelli                |                              |                              |
| 1985                                     | La Bresse     | 50           |              | Dominique Locatelli Claude Pierrat | -                            |                              |
| 1986                                     |               | 50           |              | Philippe Grandclément              |                              |                              |
| 1987                                     |               | 50           |              | Claude Pierrat                     |                              |                              |
| 1988                                     |               | 50           |              | Hervé Balland                      |                              |                              |
| 1989                                     |               | 50           |              | Claude Pierrat                     |                              |                              |
| 1990 à 2002                              | à compléter   | à compléter  | à compléter  | à compléter                        | à compléter                  | à compléter                  |
| 2003                                     | Alpe d'Huez   | 30           | Libre        | Vincent Vittoz                     | Christophe Perrillat-Collomb | Benoît Chauvet               |
| 2004                                     | Les Saisies   | 42           | Classique    | Christophe Perrillat-Collomb       | Stéphane Passeron            | Vincent Vittoz               |
| 2005                                     | Les Saisies   | 42           | Classique    | Vincent Vittoz                     | Stéphane Passeron            | Jean-Marc Gaillard           |
| 2006 - 2007                              | non organisé  | non organisé | non organisé | non organisé                       | non organisé                 | non organisé                 |
| 2008                                     | Les Saisies   | 42           | Libre        | Vincent Vittoz                     | Raphaël Poirée               | Emmanuel Jonnier             |
| 2009                                     | Les Saisies   | 42           | Libre        | Jean-Marc Gaillard                 | Vincent Vittoz               | Robin Duvillard              |
| 2010                                     | Les Saisies   | 42           | Libre        | Vincent Vittoz                     | Maurice Manificat            | Christophe Perrillat-Collomb |
| 2011 - 2012                              | non organisé  | non organisé | non organisé | non organisé                       | non organisé                 | non organisé                 |
| 2013                                     | Les Saisies   | 42           | Libre        | Ivan Perrillat-Boiteux             | Robin Duvillard              | Adrien Backscheider          |
| 2014 à 2016                              | non organisé  | non organisé | non organisé | non organisé                       | non organisé                 | non organisé                 |
| 2017                                     | Les Saisies   | 42           | Libre        | Maurice Manificat                  | Ivan Perrillat-Boiteux       | Clément Parisse              |
| 2018                                     | Les Saisies   | 42           | Libre        | Robin Duvillard                    | Clément Parisse              | Jean Tiberghien              |
| 2019                                     | Les Saisies   | 42           | Libre        | Maurice Manificat                  | Clément Parisse              | Robin Duvillard              |
| 2020 à 2023                              | non organisé  | non organisé | non organisé | non organisé                       | non organisé                 | non organisé                 |

#### Individuel 30 km
| Année                                    | Station               | Distance    | Style       | Or                  | Argent                       | Bronze           |             |
| Les données manquantes sont à compléter. |                       |             |             |                     |                              |                  |             |
| 1971                                     |                       | 30          | Classique   | Félix Mathieu       |                              |                  |             |
| 1972                                     | Le Grand-Bornand      | 30          | Classique   | Jean-Paul Vandel    |                              |                  |             |
| 1973                                     | Mont Revard           | 30          | Classique   | Jean-Paul Vandel    |                              |                  |             |
| 1974                                     | Bessans               | 30          | Classique   | Jean-Paul Vandel    |                              |                  |             |
| 1975                                     | Morbier-Bellefontaine | 30          | Classique   | Jean-Paul Pierrat   | Daniel Drezet                | Jean-Paul Vandel |             |
| 1976                                     |                       | 30          | Classique   |                     | Yves Blondeau                |                  |             |
| 1977                                     |                       | 30          | Classique   | Jean-Paul Pierrat   |                              |                  |             |
| 1978                                     |                       | 30          | Classique   | Jean-Paul Pierrat   |                              |                  |             |
| 1979                                     |                       | 30          | Classique   | Jean-Paul Pierrat   |                              |                  |             |
| 1980                                     |                       | 30          | Classique   | Jean-Paul Pierrat   |                              |                  |             |
| 1981                                     |                       | 30          | Classique   | Jean-Paul Pierrat   |                              |                  |             |
| 1982                                     |                       | 30          | Classique   | Jean-Paul Pierrat   |                              |                  |             |
| 1983                                     |                       | 30          | Classique   | Jean-Pierre Henriet | Dominique Locatelli          |                  |             |
| 1984                                     | Autrans               | 30          | Classique   | Dominique Locatelli |                              |                  |             |
| 1985                                     | La Bresse             | 30          |             | Jean-Denis Jaussaud | -                            |                  |             |
| 1986                                     |                       | 30          |             | Philippe Poirot     |                              |                  |             |
| 1987                                     |                       | 30          |             | Claude Pierrat      |                              |                  |             |
| 1988                                     |                       | 30          |             | Patrick Rémy        |                              |                  |             |
| 1989                                     |                       | 30          |             | Claude Pierrat      |                              |                  |             |
| 1990 à 2002                              |                       | à compléter | à compléter | à compléter         | à compléter                  | à compléter      | à compléter |
| 2003                                     | Alpe d'Huez           | 30          | Libre       | Vincent Vittoz      | Christophe Perrillat-Collomb | Benoît Chauvet   |             |
| 2014                                     | Lajoux                | 30          | Classique   | Maurice Manificat   | Benoît Chauvet               | Clément Parisse  |             |

#### Individuel Courte distance
| Année       | Station                    | Distance     | Style        | Or                     | Argent                       | Bronze                 |             |
| 1944        | Briançon / Serre-Chevalier | 18           | Classique    | Robert Gindre          | Aimé Arnaud                  | Vicor Chaud            |             |
| 1946        | Chamonix                   | 18           | Classique    | Raymond Mermet         | Roger Bozon                  | Aimé Arnaud            |             |
| 1947        | Mégève                     | 18           | Classique    | René Jeandel           | Robert Gindre                | Walter Jeandel         |             |
| 1948        | SuperBagnères              | 18           | Classique    | Benoît Carrara         | Marius Mora                  | René Jeandel           |             |
| 1949        | Chamonix                   | 18           | Classique    | Benoît Carrara         | B Forestier                  | Marius Mora            |             |
| 1950 à 1970 | à compléter                | à compléter  | à compléter  | à compléter            | à compléter                  | à compléter            | à compléter |
| 1971        |                            | 15           | Classique    | Félix Mathieu          |                              |                        |             |
| 1972        | Le Grand-Bornand           | 15           | Classique    |                        |                              |                        |             |
| 1973        | Mont Revard                | 15           | Classique    | Jean-Paul Pierrat      |                              |                        |             |
| 1974        | Hauteville-Lompnes         | 15           | Classique    | Jean-Paul Pierrat      |                              |                        |             |
| 1975        | Morbier-Bellefontaine      | 15           | Classique    | Jean-Paul Pierrat      | Gérard Verguet               | Michel Didierlaurent   |             |
| 1976        |                            | 15           | Classique    |                        | Yves Blondeau                |                        |             |
| 1977        |                            | 15           | Classique    | Jean-Paul Pierrat      |                              |                        |             |
| 1978        |                            | 15           | Classique    | Jean-Paul Pierrat      |                              |                        |             |
| 1979        |                            | 15           | Classique    | Jean-Paul Pierrat      |                              |                        |             |
| 1980        |                            | 15           | Classique    | Jean-Paul Pierrat      |                              |                        |             |
| 1981        |                            | 15           | Classique    | Jean-Paul Pierrat      |                              |                        |             |
| 1982        |                            | 15           | Classique    | Jean-Paul Pierrat      |                              |                        |             |
| 1983        |                            | 15           | Classique    | Gérard Durand-Poudret  | Claude Badonnel              |                        |             |
| 1984        | Autrans                    | 15           | Classique    | Dominique Locatelli    |                              |                        |             |
| 1985        | La Bresse                  | 15           |              | Jean-Denis Jauusaud    | -                            |                        |             |
| 1986        |                            | 15           |              | Dominique Locatelli    |                              |                        |             |
| 1987        |                            | 15           |              | Claude Pierrat         |                              |                        |             |
| 1988        |                            | 15           |              | Jean-Luc Thomas        |                              |                        |             |
| 1989        |                            | 15           |              | Patrick Rémy           |                              |                        |             |
| 1990 à 2011 | à compléter                | à compléter  | à compléter  | à compléter            | à compléter                  | à compléter            | à compléter |
| 2012        | Bessans                    | 15           | Libre        | Ivan Perrillat-Boiteux | Christophe Perrillat-Collomb | Robin Duvillard        |             |
| 2013 à 2015 | non organisé               | non organisé | non organisé | non organisé           | non organisé                 | non organisé           |             |
| 2016        | Autrans                    | 10           | Classique    | Maurice Manificat      | Jean-Marc Gaillard           | Clément Parisse        |             |
| 2017        | Bessans                    | 10           | Libre        | Maurice Manificat      | Ivan Perrillat-Boiteux       | Clément Parisse        |             |
| 2018        | La Clusaz                  | 15           | Libre        | Maurice Manificat      | Clément Parisse              | Ivan Perrillat-Boiteux |             |
| 2019 à 2023 | non organisé               | non organisé | non organisé | non organisé           | non organisé                 | non organisé           |             |

#### Sprint
| Année                                    | Station                 | Style        | Or                  | Argent                | Bronze             |
| Les données manquantes sont à compléter. |                         |              |                     |                       |                    |
| 2006                                     | Megève                  | Libre        | Robin Duvillard     | Sylvain Fanjas-Claret | Benoît Chauvet     |
| 2007                                     | Le Grand-Bornand        | Libre        | Roddy Darragon      | Cyril Miranda         | Benoît Chauvet     |
| 2008                                     | Les Saisies             | Classique    | Cyril Miranda       | Roddy Darragon        | Jean-Marc Gaillard |
| 2009                                     | Les Saisies             | Libre        | Vincent Vittoz      | Jean-Marc Gaillard    | Maurice Manificat  |
| 2010                                     | Les Rousses             | Classique    | Jean-Marc Gaillard  |                       |                    |
| 2011                                     | Méribel                 | Libre        | à compléter         | à compléter           | à compléter        |
| 2012                                     | Bessans                 | Libre        | Bastien Buttin      | Jean-Marc Gaillard    | Baptiste Gros      |
| 2013                                     | Les Contamines-Montjoie | Libre        | Bastien Poirrier    | Robin Duvillard       | Baptiste Gros      |
| 2014                                     | Les Rousses             | Classique    | Clément Parisse     | Bastien Poirrier      | Alexis Jeannerod   |
| 2015                                     | La Féclaz               | Libre        | Cyril Gaillard      | Renaud Jay            | Mathias Dheyriat   |
| 2016                                     | Autrans                 | Classique    | Baptiste Gros       | Maurice Manificat     | Lucas Chanavat     |
| 2017                                     | Les Saisies             | Classique    | Baptiste Gros       | Lucas Chanavat        | Valentin Chauvin   |
| 2018                                     | Prémanon                | Libre        | Adrien Backscheider | Jean Tiberghien       | Richard Jouve      |
| 2019                                     | Méribel                 | Classique    | Alexis Jeannerod    | Clément Arnault       | Maurice Manificat  |
| 2020                                     | non organisé            | non organisé | non organisé        | non organisé          | non organisé       |
| 2021                                     | Les Contamines-Montjoie | Classique    | Valentin Chauvin    | Jules Chappaz         | Tom Mancini        |
| 2022                                     | Prémanon                | Libre        | Gaspard Rousset     | Jules Chappaz         | Arnaud Chautemps   |
| 2023                                     | Bessans                 | Classique    | Lucas Chanavat      | Renaud Jay            | Julien Arnaud      |

#### Mass-start
| Année                                    | Station                 | Distance     | Style        | Or                    | Argent             | Bronze               |
| Les données manquantes sont à compléter. |                         |              |              |                       |                    |                      |
| 2005                                     | Alpe d'Huez             | 10           | Classique    | Vincent Vittoz        | Jean-Marc Gaillard | Benoît Chauvet       |
| 2006 à 2010                              | non organisé            | non organisé | non organisé | non organisé          | non organisé       | non organisé         |
| 2011                                     | Les Glières             | 20           | Classique    | Benoît-Gilles Dufourd | Jean-Marc Gaillard | Bertrand Hamoumraoui |
| 2012                                     | non organisé            | non organisé | non organisé | non organisé          | non organisé       | non organisé         |
| 2013                                     | Les Contamines-Montjoie | 15           | Classique    | Adrien Mougel         | Mathias Wibault    | Bastien Poirrier     |
| 2014                                     | Les Rousses             | 15           | Libre        | Adrien Backscheider   | Maurice Manificat  | Jean-Marc Gaillard   |
| 2015                                     | non organisé            | non organisé | non organisé | non organisé          | non organisé       | non organisé         |
| 2016                                     | Méribel                 | 15           | Libre        | Adrien Backscheider   | Maurice Manificat  | Robin Duvillard      |
| 2017                                     | non organisé            | non organisé | non organisé | non organisé          | non organisé       | non organisé         |
| 2018                                     | Prémanon                | 10           | Classique    | Maurice Manificat     | Clément Parisse    | Alexis Jeannerod     |
| 2019                                     | Méribel                 | 10           | Classique    | Alexis Jeannerod      | Maurice Manificat  | Hugo Lapalus         |
| 2020                                     | non organisé            | non organisé | non organisé | non organisé          | non organisé       | non organisé         |
| 2021                                     | Les Contamines-Montjoie | 10           | Libre        | Richard Jouve         | Renaud Jay         | Valentin Chauvin     |
| 2022                                     | Prémanon                | 14           | Classique    | Clément Parisse       | Tom Mancini        | Théo Schely          |
| 2023                                     | Bessans                 | 20           | Libre        | Maurice Manificat     | Simon Vuillet      | Gérard Agnellet      |

#### Skiathlon/Poursuite
| Année                                    | Station          | Or                           | Argent                       | Bronze                       |
| Les données manquantes sont à compléter. |                  |                              |                              |                              |
| 2004                                     | Praz de Lys      | Vincent Vittoz               | Christophe Perrillat-Collomb | Benoît Chauvet               |
| 2005                                     | non organisé     | non organisé                 | non organisé                 | non organisé                 |
| 2006                                     | Megève           | Vincent Vittoz               | Benoît Chauvet               | Christophe Perrillat-Collomb |
| 2007                                     | Le Grand-Bornand | Christophe Perrillat-Collomb | Jean-Marc Gaillard           | Emmanuel Jonnier             |
| 2008                                     | Les Saisies      | Vincent Vittoz               | Pierre Chauvet               | Emmanuel Jonnier             |
| 2009                                     | Les Saisies      | Vincent Vittoz               | Maurice Manificat            | Christophe Perrillat-Collomb |
| 2010                                     | Les Rousses      | Vincent Vittoz               | Emmanuel Jonnier             | Maurice Manificat            |
| 2011                                     | Méribel          | Jean-Marc Gaillard           | Adrien Mougel                | Maurice Manificat            |
| 2012                                     | Bessans          | Christophe Perrillat-Collomb | Jean-Marc Gaillard           | Mathias Wibault              |
| 2013 - 2014                              | non organisé     | non organisé                 | non organisé                 | non organisé                 |
| 2015                                     | La Féclaz        | Robin Duvillard              | Maurice Manificat            | Richard Jouve                |
| 2016                                     | non organisé     | non organisé                 | non organisé                 | non organisé                 |
| 2017                                     | Bessans          | Maurice Manificat            | Clément Parisse              | Ivan Perrillat-Boiteux       |
| 2018 à 2023                              | non organisé     | non organisé                 | non organisé                 | non organisé                 |

#### Relais
| Année       | Station                    | Distance     | Style        | Or                                                                                                   | Argent                                                                                    | Bronze                                                                                             |             |
| 1944        | Briançon / Serre-Chevalier | 4 x 10       | Classique    | Jura- André Buffard - Munin - Robert Gindre - Léonce Crétin                                          | Hautes-Alpes- Novel - Clot-Godard - Henri Chaix - Victor Chaud                            | Vosges- P Pierel - Michel Parmentier - Jean-Marie Leduc - Antoine Leduc                            |             |
| 1946        | Chamonix                   | 4 x 10       | Classique    | Jura- Marius Mora - Raymond Mermet - Robert Gindre - Léonce Crétin                                   | Dauphiné- Mure-Ravaud - Gamond - Arribert - Magnat                                        | Armée- Benoît Lizon - Paganon - Morand - P Nickler                                                 |             |
| 1947        | Mégève                     | 4 x 10       | Classique    | Jura I- Paul Bouveret - Raymond Mermet - Robert Gindre - Léonce Crétin                               | Armée- Empereur - Bozonnet - Morand - Vandelle                                            | Jura II- Gérard Perrier - Robert Dumas - Grandclément - Léonce Crétin                              |             |
| 1948        | SuperBagnères              |              | Classique    | Jura I- Gérard Perrier - Léonce Crétin - Marius Mora - André Buffard                                 | Armée- Benoît Lizon - Paganon - Morand - Buchet                                           | Lyonnais- Benoît Carrara - O Carrara - Maubert - Carrie                                            |             |
| 1949        | Chamonix                   |              | Classique    | Jura I- Forestier - Grandclément - Marius Mora - André Buffard                                       | Armée I- Benoît Lizon - Mandrillon - Perrier - Buchet                                     | Armée II- Bermont - Maerten - Morand - J Perrier                                                   |             |
| 1950 à 1972 | à compléter                | à compléter  | à compléter  | à compléter                                                                                          | à compléter                                                                               | à compléter                                                                                        | à compléter |
| 1973        | Mont Revard                | 4 x 10       | Classique    | Jura 1- Roland Jeannerod - Daniel Drezet - Pierre Salvi - Jean-Paul Vandel                           | Jura 2- Patrice Regad - Yves Blondeau - Gérard Fauvre - Alain Guy                         | Vosges 1- Michel Thierry - Didier Laurent - Jean-Claude Viry - Jean-Paul Pierrat                   |             |
| 1975        |                            | 4 x 10       | Classique    | Jura- Daniel Drezet - Jean-Paul Vandel - Yves Blondeau - Roland Jeannerod                            | Vosges- Gervais - Gilbert Poirot - Jean-Paul Pierrat                                      | Mont Blanc                                                                                         |             |
| 1976        |                            | 4 x 10       | Classique    | |                                                                                           | |             |
| 1977        |                            | 4 x 10       | Classique    | Vosges- Michel Thierry (skieur de fond) - Denis Reichenbach - Jean-Paul Pierrat - Yvon Mougel        |                                                                                           | |             |
| 1978        | non organisé               | non organisé | non organisé | non organisé                                                                                         | non organisé                                                                              | non organisé                                                                                       |             |
| 1979        |                            | 4 x 10       | Classique    | Jura- Gindre - Jean-Paul Vandel - Yves Blondeau - Letoublond                                         |                                                                                           | |             |
| 1980        |                            | 4 x 10       | Classique    | Jura- Gindre - Jean-Paul Vandel - Yves Blondeau - Letoublond                                         |                                                                                           | |             |
| 1981        |                            | 4 x 10       | Classique    | Vosges- Michel Thierry (skieur de fond) - Denis Reichenbach - Jean-Paul Pierrat - Claude Badonnel    |                                                                                           | |             |
| 1982        |                            | 4 x 10       | Classique    | Vosges- Philippe Poirot - Denis Reichenbach - Jean-Paul Pierrat - Claude Badonnel                    |                                                                                           | |             |
| 1983        | non organisé               | non organisé | non organisé | non organisé                                                                                         | non organisé                                                                              | non organisé                                                                                       |             |
| 1984        |                            | 4 x 10       | Classique    | Dauphiné- Gérard Durand-Poudret - Bernard Bonthoux - Dominique Locatelli - Rousset                   |                                                                                           | |             |
| 1985        |                            | 4 x 10       | Classique    | Dauphiné- Gérard Durand-Poudret - Bernard Bonthoux - Dominique Locatelli - Rousset                   |                                                                                           | |             |
| 1986        |                            | 4 x 10       | Classique    | Dauphiné- Rémy Saillet - Bernard Bonthoux - Dominique Locatelli - Olivier Bulle                      |                                                                                           | |             |
| 1987        |                            | 4 x 10       | Classique    | Vosges- Stéphane Azambre - Bernard Bonthoux - Dominique Locatelli - Olivier Bulle                    |                                                                                           | |             |
| 1988        |                            | 4 x 10       | Classique    | Jura- Lionel Ferreux - Hervé Balland - Tinguely - Reymond                                            |                                                                                           | |             |
| 1989        |                            | 4 x 10       | Classique    | Vosges- Patrick Rémy - Claude Pierrat - Humber - Guy                                                 |                                                                                           | |             |
| 1990 à 2011 | à compléter                | à compléter  | à compléter  | à compléter                                                                                          | à compléter                                                                               | |             |
| 2012        | Bessans                    | 3 - 5 - 5    | Classique    | Mont Blanc- Antoine Agnelet - Théo Deswazière - Christophe Perrillat-Collomb - Gérard Agnelet        | Mont Blanc- Ivan Perrillat-Boiteux - Martin Collet - Clément Parisse - Lucas Chanavat     | Massif jurassien- Thomas Cote Colisson - Nicolas Berthet - Pablo Sanchez - Romain Vandel           |             |
| 2013        | Les Contamines             | 3 - 5 - 5    | Classique    | Mont Blanc- Mathias Wibault - Victor Roguet - Clément Parisse - Martin Collet                        | Mont Blanc- Ivan Perrillat-Boiteux - Nicolas Maure - Romain Peguet Revuz - Lucas Chanavat | Dauphiné- Alexandre Josserand - Louis Schwartz - Robin Duvillard - Jules Lapierre                  |             |
| 2014        | Les Tuffes                 | 3 - 5 - 5    | Classique    | Dauphiné- Camille Laude - Louis Schwartz - Robin Duvillard - Jules Lapierre                          | Massif jurassien- Thomas Cote Colisson - Pierre Tichit - Valentin Chauvin - Romain Vandel | Mont Blanc- Lucas Chanavat - Arthur Chomarat - Jean-Marc Gaillard - Théo Deswazière                |             |
| 2015        | La Féclaz                  | 3 - 5 - 5    | Classique    | Massif jurassien- Martin Bourgeois République - Alexis Jeannerod - Valentin Chauvin - Vivien Germain | Mont Blanc- Maurice Manificat - Martin Collet - Victor Roguet - Lucas Pollet Villard      | Dauphiné- Camille Laude - Théo Schely - Robin Duvillard - Jules Lapierre                           |             |
| 2016        | Méribel                    | 3 - 5 - 5    | Classique    | Dauphiné- Lilian Broisat - Lucas Gaillard - Robin Duvillard - Jules Lapierre                         | Mont Blanc- Maurice Manificat - Martin Collet - Brice Milici - Hugo Lapalus               | Alpes de Provence- Mathis Bouscarra-Gobert - Etienne Margaillan - Richard Jouve - Mathieu Goalabre |             |
| 2017        | Bessans                    | 3 - 5 - 5    | Classique    | Mont Blanc- Maurice Manificat - Marc-Antoine Allard - Théo Schely - Hugo Lapalus                     | Massif jurassien- Mathias Grappe - Emilien Louvrier - Valentin Chauvin - Pierre Tichit    | Alpes de Provence- Florian Perez - Etienne Margaillan - Richard Jouve - Vincent Buiatti            |             |
| 2018        | Les Tuffes                 | 3 - 5 - 5    | Classique    | Mont Blanc- Maurice Manificat - Julien Thovex - Brice Milici - Hugo Lapalus                          | Savoie- Jean Tiberghien - Tom Mancini - Gaspard Rousset - Ivan Essonnier                  | Massif jurassien- Quentin Joly - Emilien Louvrier - Luc Primet - Alexis Jeannerod                  |             |
| 2019        | Méribel                    | 3 - 4 - 5    |              | Mont Blanc- Maurice Manificat - Julien Thovex - Jules Chappaz - Theo Schelly                         | Dauphiné- Victor Lovera - Mathis Desloges - Robin Duvillard - Mathis Royer                | Massif jurassien- Rémi Bourdin - Emilien Louvrier - Valentin Chauvin - Pierre Martin               |             |
| 2020 à 2021 | non organisé               | non organisé | non organisé | non organisé                                                                                         | non organisé                                                                              | non organisé                                                                                       |             |
| 2022        | Prémanon                   |              |              | Mont Blanc- Simon Clavel - Simon Chappaz - Clément Parisse                                           | Savoie- Enzi Hudry - Ivan Essonnier - Arnaud Chautemps                                    | Dauphiné- Loris Chevalier - Mathis Desloges - Victor Lovera                                        |             |
| 2023        | Bessans                    |              | Classique    | Mont Blanc- Quentin Lespine - Lino Deloche - Maurice Manificat                                       | Jura- Elie Belot - Roman Gallois - Simon Vuillet                                          | Alpes de Provence- Nino Sansonne - Nathan Marseille - Julien Arnaud                                |             |

### Dames
Les données manquantes sont à compléter

#### Individuel longue distance
| Année                                    | Station      | Distance     | Style        | Or                       | Argent              | Bronze             |             |
| Les données manquantes sont à compléter. |              |              |              |                          |                     |                    |             |
| 1981                                     |              | 20           | Classique    | Marie-Christine Subot    |                     |                    |             |
| 1982                                     |              | 20           | Classique    | Marie-Christine Subot    |                     |                    |             |
| 1983                                     |              | 20           | Classique    | Marie-Christine Subot    |                     |                    |             |
| 1984                                     | Autrans      | 20           | Classique    | Laurence Gindre          |                     |                    |             |
| 1985                                     | La Bresse    | 20           |              | Madeleine Galland        | -                   |                    |             |
| 1986                                     |              | 20           |              | Christine Claude         |                     |                    |             |
| 1987                                     |              | 20           |              | Christine Claude         |                     |                    |             |
| 1988                                     |              | 20           |              | Isabelle Mancini         |                     |                    |             |
| 1989                                     |              | 20           |              | Isabelle Mancini         |                     |                    |             |
| 1990 à 2002                              |              | à compléter  | à compléter  | à compléter              | à compléter         | à compléter        | à compléter |
| 2003                                     | Alpe d'Huez  | 15           | Libre        | Annick Vaxelaire-Pierrel | Aurélie Storti      | Emilie Vina        |             |
| 2004                                     | Les Saisies  | 42           | Classique    | Aurélie Storti           | Anne-Laure Mignerey | Karine Philippot   |             |
| 2005                                     | Les Saisies  | 42           | Classique    | Karine Philippot         | Celse Valene        | Aurélie Storti     |             |
| 2006 - 2007                              | non organisé | non organisé | non organisé | non organisé             | non organisé        | non organisé       |             |
| 2008                                     | Les Saisies  | 42           | Libre        | Coraline Hugue           | Anouk Faivre-Picon  | Célia Bourgeois    |             |
| 2009                                     | Les Saisies  | 42           | Libre        | Coraline Hugue           | Anouk Faivre-Picon  | Célia Bourgeois    |             |
| 2010                                     | Les Saisies  | 42           | Libre        | Anouk Faivre-Picon       | Emilie Vina         | Laure Barthélémy   |             |
| 2011 - 2012                              | non organisé | non organisé | non organisé | non organisé             | non organisé        | non organisé       |             |
| 2013                                     | Les Saisies  | 42           | Libre        | Aurélie Dabudyk          | Célia Bourgeois     | Anouk Faivre-Picon |             |
| 2014 à 2016                              | non organisé | non organisé | non organisé | non organisé             | non organisé        | non organisé       |             |
| 2017                                     | Les Saisies  | 42           | Libre        | Aurore Jean              | Aurélie Dabudyk     | Coline Varcin      |             |
| 2018                                     | Les Saisies  | 42           | Libre        | Anouk Faivre-Picon       | Aurore Jean         | Coraline Hugue     |             |
| 2019                                     | Les Saisies  | 42           | Libre        | Laura Chamiot-Maitral    | Emilie Bulle        | Alicia Choron      |             |
| 2020 à 2023                              | non organisé | non organisé | non organisé | non organisé             | non organisé        | non organisé       |             |

#### Individuel Courte distance
| Année                                    | Station               | Distance     | Style        | Or                            | Argent                | Bronze         |             |
| Les données manquantes sont à compléter. |                       |              |              |                               |                       |                |             |
| 1973                                     | Mont Revard           | 10           | Classique    | Martine Vilana                | Elisa Scherding       | Catherine Bona |             |
| 1975                                     | Morbier-Bellefontaine | 8            | Classique    | Marie-Christine Subot         | Dominique Chavanne    | Roberte Poirot |             |
| 1976                                     |                       | 15           | Classique    |                               |                       |                |             |
| 1977                                     |                       | 10           | Classique    | Marie-Christine Subot         |                       |                |             |
| 1978                                     |                       | 10           | Classique    | Marie-Christine Subot         |                       |                |             |
| 1979                                     |                       | 10           | Classique    | Pascale Dabudyk               |                       |                |             |
| 1980                                     |                       | 10           | Classique    | Pascale Dabudyk               |                       |                |             |
| 1981                                     |                       | 10           | Classique    | Marie-Christine Subot         |                       |                |             |
| 1982                                     |                       | 10           | Classique    | Marie-Christine Subot         |                       |                |             |
| 1983                                     |                       | 10           | Classique    | Marie-Christine Subot         |                       |                |             |
| 1984                                     | Autrans               | 10           | Classique    | Marie-Christine Subot         |                       |                |             |
| 1985                                     | La Bresse             | 10           |              | Madeleine Galland             | -                     |                |             |
| 1986                                     |                       | 10           |              | Marie-Gabrielle Frasse-Sombet |                       |                |             |
| 1987                                     |                       | 10           |              | Isabelle Mancini              |                       |                |             |
| 1988                                     |                       | 10           |              | Isabelle Mancini              |                       |                |             |
| 1989                                     |                       | 10           |              | Sylvie Giry                   |                       |                |             |
| 1990 à 2011                              |                       | à compléter  | à compléter  | à compléter                   | à compléter           | à compléter    | à compléter |
| 2012                                     | Bessans               | 10           | Libre        | Anouk Faivre-Picon            | Aurore Jean           | Coraline Hugue |             |
| 2013 à 2015                              | non organisé          | non organisé | non organisé | non organisé                  | non organisé          | non organisé   |             |
| 2016                                     | Autrans               | 5            | Classique    | Anouk Faivre-Picon            | Laura Chamiot-Maitral | Lina Bovagne   |             |
| 2017                                     | Bessans               | 5            | Libre        | Coralie Bentz                 | Aurore Jean           | Léa Damiani    |             |
| 2018                                     | La Clusaz             | 10           | Libre        | Anouk Faivre-Picon            | Coraline Hugue        | Marie Kromer   |             |
| 2019 à 2021                              | non organisé          | non organisé | non organisé | non organisé                  | non organisé          | non organisé   |             |

#### Sprint
| Année                                    | Station                 | Style        | Or                        | Argent                 | Bronze                 |
| Les données manquantes sont à compléter. |                         |              |                           |                        |                        |
| 2006                                     | Megève                  | Libre        | Aurélie Perrillat-Collomb | Karine Philippot       | Aurore Cuinet          |
| 2007                                     | Le Grand-Bornand        | Libre        | Karine Philippot          | Caroline Weibel        | Emilie Vina            |
| 2008                                     | Les Saisies             | Classique    | Elodie Bourgeois-Pin      | Aurore Cuinet          | Anouk Faivre-Picon     |
| 2009                                     | Les Saisies             | Libre        | Laure Barthélémy          | Emilie Vina            | Coraline Hugue         |
| 2010                                     | Les Rousses             | Classique    | à compléter               | à compléter            | à compléter            |
| 2011                                     | Méribel                 | Libre        | à compléter               | à compléter            | à compléter            |
| 2012                                     | Bessans                 | Libre        | Aurore Jean               | Anouk Faivre-Picon     | Manon Locatelli        |
| 2013                                     | Les Contamines-Montjoie | Libre        | Aurore Jean               | Marie Dorin-Habert     | Anouk Faivre-Picon     |
| 2014                                     | Les Rousses             | Classique    | Manon Locatelli           | Aurore Jean            | Marion Buillet         |
| 2015                                     | La Féclaz               | Libre        | Marion Buillet            | Aurélie Dabudyk        | Marion Colin           |
| 2016                                     | Autrans                 | Classique    | Marie-Caroline Godin      | Roxane Lacroix         | Marie Kromer           |
| 2017                                     | Les Saisies             | Classique    | Marion Buillet            | Marie Kromer           | Céline Chopard-Lallier |
| 2018                                     | Prémanon                | Libre        | Aurore Jean               | Anouk Faivre-Picon     | Coraline Hugue         |
| 2019                                     | Méribel                 | Classique    | Anouk Faivre-Picon        | Roxane Lacroix         | Laura Chamiot-Maitral  |
| 2020                                     | non organisé            | non organisé | non organisé              | non organisé           | non organisé           |
| 2021                                     | Les Contamines-Montjoie | Classique    | Léna Quintin              | Coralie Bentz          | Mélissa Gal            |
| 2022                                     | Premanon                | Libre        | Mélissa Gal               | Enora Latuillière      | Léna Quintin           |
| 2023                                     | Bessans                 | Classique    | Mélissa Gal               | Clémence Didierlaurent | Amélie Suiffet         |

#### Mass-start
| Année                                    | Station                 | Distance     | Style        | Or                 | Argent                | Bronze             |
| Les données manquantes sont à compléter. |                         |              |              |                    |                       |                    |
| 2005                                     | Alpe d'Huez             | 5            | Classique    | Emilie Vina        | Karine Philippot      | Caroline Weibel    |
| 2006 à 2010                              | non organisé            | non organisé | non organisé | non organisé       | non organisé          | non organisé       |
| 2011                                     | Les Glières             | 10           | Classique    | Laure Barthélémy   | Emilie Vina           | Anouk Faivre-Picon |
| 2012                                     | non organisé            | non organisé | non organisé | non organisé       | non organisé          | non organisé       |
| 2013                                     | Les Contamines-Montjoie | 10           | Classique    | Aurore Jean        | Anouk Faivre-Picon    | Célia Aymonier     |
| 2014                                     | Les Rousses             | 7,5          | Libre        | Anouk Faivre-Picon | Coraline Hugue        | Aurore Jean        |
| 2015                                     | non organisé            | non organisé | non organisé | non organisé       | non organisé          | non organisé       |
| 2016                                     | Méribel                 | 10           | Libre        | Anouk Faivre-Picon | Marion Colin          | Marie Kromer       |
| 2017                                     | non organisé            | non organisé | non organisé | non organisé       | non organisé          | non organisé       |
| 2018                                     | Prémanon                | 7,5          | Classique    | Anouk Faivre-Picon | Aurore Jean           | Coraline Hugue     |
| 2019                                     | Méribel                 | 7,5          | Classique    | Anouk Faivre-Picon | Laura Chamiot-Maitral | Delphine Claudel   |
| 2020                                     | non organisé            | non organisé | non organisé | non organisé       | non organisé          | non organisé       |
| 2021                                     | Les Contamines-Montjoie | 10           | Libre        | Enora Latuillière  | Léna Quintin          | Delphine Claudel   |
| 2022                                     | Prémanon                | 8            | Classique    | Coralie Bentz      | Meliss Gal            | Juliette Ducordeau |
| 2023                                     | Bessans                 |              | Libre        | Emilie Bulle       | Juliette Ducordeau    | Maëlle Veyre       |

#### Skiathlon/Poursuite
| Année                                    | Station          | Or                        | Argent               | Bronze               |
| Les données manquantes sont à compléter. |                  |                           |                      |                      |
| 2004                                     | Praz de Lys      | Karine Philippot          | Emilie Vina          | Sabine Hudry         |
| 2005                                     | non organisé     | non organisé              | non organisé         | non organisé         |
| 2006                                     | Megève           | Aurélie Perrillat-Collomb | Karine Philippot     | Elodie Bourgeois-Pin |
| 2007                                     | Le Grand-Bornand | Karine Philippot          | Caroline Weibel      | Emilie Vina          |
| 2008                                     | Les Saisies      | Karine Philippot          | Elodie Bourgeois-Pin | Coraline Hugue       |
| 2009                                     | Les Saisies      | Coraline Hugue            | Emilie Vina          | Elodie Bourgeois-Pin |
| 2010                                     | Les Rousses      | Karine Philippot          | Aurore Cuinet        | Emilie Vina          |
| 2011                                     | Méribel          | Laure Barthélémy          | Coraline Hugue       | Anouk Faivre-Picon   |
| 2012                                     | Bessans          | Anouk Faivre-Picon        | Aurore Jean          | Aurélie Dabudyk      |
| 2013 - 2014                              | non organisé     | non organisé              | non organisé         | non organisé         |
| 2015                                     | La Féclaz        | Coraline Hugue            | Anouk Faivre-Picon   | Célia Aymonier       |
| 2016                                     | non organisé     | non organisé              | non organisé         | non organisé         |
| 2017                                     | Bessans          | Aurore Jean               | Coralie Bentz        | Coraline Hugue       |
| 2018 à 2023                              | non organisé     | non organisé              | non organisé         | non organisé         |

#### Relais
| Année                                    | Station        | Distance     | Style        | Or                                                                       | Argent                                                                 | Bronze                                                                       |
| Les données manquantes sont à compléter. |                |              |              |                                                                          |                                                                        |                                                                              |
| 1973                                     |                | 3 x 5        | Classique    | Vosges 1- Agnès Poirot - Françoise Rémy - Jocelyne Poirot                | Dauphiné - Françoise Salomon - Catherine Bona - Elisa Scherding        | Vosges 2- Roberte Poirot - Marie-José Mougel - Danielle Pierrat              |
| 1975                                     |                | 3 x 10       | Classique    | Vosges- Annick Claude - Roberte Poirot - Jocelyne Poirot                 | Mont Blanc                                                             | Jura                                                                         |
| 1976                                     |                | 3 x 10       | Classique    |                                                                          |                                                                        |                                                                              |
| 1977                                     |                | 3 x 10       | Classique    | Mont Blanc- Sylviane Tavernier - Pascale Dabudyk - Virginie d'Halluin    |                                                                        |                                                                              |
| 1978                                     | non organisé   | non organisé | non organisé | non organisé                                                             | non organisé                                                           | non organisé                                                                 |
| 1979                                     |                | 3 x 10       | Classique    | Mont Blanc- Pascale Dabudyk - Massilier - Faure-Bonvin                   |                                                                        |                                                                              |
| 1980                                     |                | 3 x 10       | Classique    | Mont Blanc- Pascale Dabudyk - Massilier - Faure-Bonvin                   |                                                                        |                                                                              |
| 1981                                     |                | 3 x 10       | Classique    | Dauphiné- Marie-Christine Subot - Bernard - Devaux                       |                                                                        |                                                                              |
| 1982                                     |                | 3 x 10       | Classique    | Mont Blanc- Pascale Dabudyk - Robert - Missilier                         |                                                                        |                                                                              |
| 1983                                     |                | 3 x 10       | Classique    | Dauphiné                                                                 |                                                                        |                                                                              |
| 1984                                     |                | 3 x 10       | Classique    | Mont Blanc- Pascale Dabudyk - Ruel - Missilier                           |                                                                        |                                                                              |
| 1985                                     |                | 3 x 10       | Classique    | Vosges- Christine Claude - Véronique Claudel - Didier-Laurent            |                                                                        |                                                                              |
| 1986                                     |                | 3 x 10       | Classique    | Jura- Laurence Gindre - Marie-Gabrielle Frasse-Sombet - Isabelle Mancini |                                                                        |                                                                              |
| 1987                                     |                | 3 x 10       | Classique    | Alpes de Provence- Anne Briand - Isabelle Grenier - Claret               |                                                                        |                                                                              |
| 1988                                     |                | 3 x 10       | Classique    | Jura- Laurence Gindre - Madeleine Galland - Isabelle Mancini             |                                                                        |                                                                              |
| 1989                                     |                | 3 x 10       | Classique    | Dauphiné- Sylvie Giry - Florence Doussière - Villeneuve                  |                                                                        |                                                                              |
| 1990 à 2011                              | à compléter    | à compléter  | à compléter  | à compléter                                                              | à compléter                                                            | à compléter                                                                  |
| 2012                                     | Bessans        | 3 - 5 - 5    | Classique    | Savoie- Marion Buillet - Julia Simon - Rachel Demangeat                  | Massif Vosges- Karine Philippot - Delphine Claudel - Estelle Mougel    | Mont Blanc- Léa Damiani - Aurélie Dabudyk - Coralie Bentz                    |
| 2013                                     | Les Contamines | 3 - 5 - 5    | Classique    | Massif jurassien- Léa Zambaux - Aurore Jean - Justine Sandoz             | Mont Blanc- Léna Quintin - Aurélie Dabudyk - Coralie Bentz             | Massif jurassien- Clémentine Laurence - Anouk Faivre-Picon - Loriane Sutter  |
| 2014                                     | Les Tuffes     | 3 - 5 - 5    | Classique    | Alpes de Provence- Coraline Hugue - Cora Gilbert - Laura Vanderweyen     | Savoie- Marion Buillet - Amélie Chauvet - Laura Maitral Chamiot        | Massif jurassien- Léa Zambaux - Anouk Faivre-Picon - Suzon Fabre             |
| 2015                                     | La Féclaz      | 3 - 5 - 5    | Classique    | Massif jurassien- Célia Aymonier - Loriane Sutter - Lucie Colin          | Alpes de Provence- Coraline Hugue - Flora Dolci - Laurie Giraud        | Savoie- Marion Buillet - Louise Richon - Laura Maitral Chamiot               |
| 2016                                     | Méribel        | 3 - 5 - 5    | Classique    | Massif jurassien- Anouk Faivre-Picon - Laurane Dreyer - Lucie Colin      | Mont Blanc- Léna Quintin - Marie Kromer - Camille Bened                | Alpes de Provence- Coraline Hugue - Flora Dolci - Louise Fourbet             |
| 2017                                     | Bessans        | 3 - 5 - 5    | Classique    | Alpes de Provence- Coraline Hugue - Flora Dolci - Maelle Veyre           | Massif jurassien- Aurore Jean - Louna Grosrey - Lucie Colin            | Mont Blanc- Mélissa Gal - Julie Pierrel - Coralie Bentz                      |
| 2018                                     | Les Tuffes     | 3 - 5 - 5    |              | Mont Blanc- Tania Kurek - Julie Pierrel - Coralie Bentz                  | Savoie- Alexiane Gauthier - Elodie Munier - Laura Maitral Chamiot      | Massif Vosges- Clémence Didierlaurent - Delphine Claudel - Coline Schweitzer |
| 2019                                     | Méribel        | 3 - 4 - 5    |              | Alpes de Provence- Coraline Hugue - Flora Dolci - Maelle Veyre           | Savoie- Capucine Richon - Amélie Suiffet - Laura Maitral Chamiot       | Mont Blanc- Tania Kurek - Julie Pierrel - Coralie Bentz                      |
| 2020 à 2021                              | non organisé   | non organisé | non organisé | non organisé                                                             | non organisé                                                           | non organisé                                                                 |
| 2022                                     | Prémanon       |              |              | Mont Blanc- Margot Tirloy - Julie Pierrel - Mélissa Gal                  | Massif jurassien- Alice Bourdin - Cloé Pagnier - Eve-Ondine Duchaufour | Dauphiné- Lily Dode - Mélina Berthet - Juliette Ducordeau                    |
| 2023                                     | Bessans        |              |              | Mont Blanc- Margot Tirloy - France Pignot - Mélissa Gal                  | Dauphiné- Lily Dode - Mélina Berthet - Juliette Ducordeau              | Massif jurassien- Alice Bourdin - Agathe Magreither - Eve-Ondine Duchaufour  |